# The Mirror's Opposite End
The Mirror's Opposite End är ett musikalbum med det norska black metal-bandet Enthral. Albumet utgavs 1998 av skivbolaget Hot Records.

## Låtlista
1. "When the Sky Touched the Earth" – 7:54
2. "In Passion Swept" – 11:02
3. "Weltschmerz" – 9:42
4. "The Sins of Man" – 7:56
5. "Salvation Mother" – 2:36
6. "Monochrome" – 10:20
7. "The 9th Sphere" – 8:58
8. "Call of the Horned Piper - The Sabbat Song" (Enthral/Nigel Aldcroft Jackson) – 1:37
9. "The Leper Play" – 13:59

- Alla låtar skrivna av Enthral där inget annat anges.

## Medverkande
Musiker (Enthral-medlemmar)
- Espen Simonsen – gitarr
- Stian Aarstad – keyboard
- Kjetil Hektoen – sång, trummor
- Gunnhild Bratset – gitarr
- Martin Rafoss – basgitarr, cello

Bidragande musiker
- Ingrid Skretting – sång

Produktion
- Arild Sæle – musikproducent, ljudtekniker
- Audun Strype – mastering
- Tom Kvålsvoll – mastering